# Tumbo distrikt
Tumbo distrikt är ett distrikt i Eskilstuna kommun och Södermanlands län. 
Distriktet ligger i nordvästra delen av kommun vid Mälaren. 

## Tidigare administrativ tillhörighet
Distriktet inrättades 2016 och utgörs av socknen Tumbo i Eskilstuna kommun
Området motsvarar den omfattning Tumbo församling hade vid årsskiftet 1999/2000.